# Гастон Сільва
Гасто́н Але́ксіс Сі́льва Пердо́мо (ісп. Gastón Alexis Silva Perdomo, нар. 5 березня 1994, Сальто) — уругвайський футболіст, захисник клубу «Картахена».
Виступав, зокрема, за «Дефенсор Спортінг», «Торіно» та «Індепендьєнте», а також національну збірну Уругваю.

## Клубна кар'єра
Народився 5 березня 1994 року в місті Сальто. Вихованець футбольної школи клубу «Дефенсор Спортінг». Дебютував за основний склад «фіолетових» в чемпіонаті Уругваю 8 листопада 2011 року в грі проти «Монтевідео Вондерерз», в якій його команда здобула перемогу з рахунком 2:0, причому це було догравання матчу, який був перерваний 15 жовтня.
Сільва виграв з «Дефенсором» три етапи чемпіонатів Уругваю — Апертуру 2011, Клаусуру 2012, Клаусуру 2013. Тричі «Дефенсор» грав у матчах за титул чемпіонів Уругваю, але всі три рази програвав. В сезонах 2010/11 і 2012/13 «фіолетові» після поразки ставали віце-чемпіонами країни, а в сезоні 2011/12 їх завдяки кращим показникам за сезон обійшов «Пеньяроль». У 2014 році Гастон Сільва допоміг своїй команді вперше в її історії дійти до півфіналу розіграшу Кубка Лібертадорес.
20 липня 2014 року Сільва перейшов в «Торіно» за 2,3 мільйони євро. Втім в італійському клубі основним гравцем не став, відігравши за туринську команду протягом двох сезонів лише 17 матчів у Серії А. В результаті 18 серпня 2016 року уругваєць був відданий в оренду на сезон в «Гранаду», в якій зіграв 22 матчі у Ла Лізі, але клуб зайняв останнє 20 місце та вилетів у Сегунду.
31 серпня 2017 року підписав контракт аргентинським з клубом «Індепендьєнте» (Авельянеда), з яким у тому ж році виграв Південноамериканський кубок.

## Виступи за збірні
2010 року дебютував у складі юнацької збірної Уругваю, взяв участь у 15 іграх на юнацькому рівні, відзначившись 2 забитими голами. У 2011 році у складі збірної до 17 років Сільва став віце-чемпіоном Південної Америки. У тому ж році уругвайці дійшли до фіналу юнацького чемпіонату світу, де поступилися лише господарям турніру — мексиканцям.
2011 року захищав кольори олімпійської збірної Уругваю на Панамериканських іграх. У складі цієї команди провів 4 матчі, забив 1 гол у матчі за 3-тє місце проти Коста-Рики (1:2), принісши уругвайцям бронзові медалі турніру.
З 2012 року залучався до складу молодіжної збірної Уругваю. У 2013 році Сільва дійшов з «селесте» до фіналу молодіжного чемпіонату світу в Туреччині. Уругвайці поступилися Франції лише в серії пенальті. На молодіжному рівні зіграв у 10 офіційних матчах, забив 1 гол. У всіх юнацьких і молодіжних збірних Гастон Сільва був капітаном команди.
13 жовтня 2014 року дебютував в офіційних матчах у складі національної збірної Уругваю. Він вийшов в основі в товариському матчі проти збірної Омана і провів всю гру без замін.
Наступного року у складі збірної був учасником розіграшу Кубка Америки 2015 року у Чилі, а потім поїхав і на Кубок Америки 2016 року в США. На першому турнірі Сільва був запасним гравцем і на поле не виходив, а на другому зіграв у двох матчах, але його збірна несподівано не вийшла з групи.
Згодом потрапив до заявки збірної на чемпіонату світу 2018 року у Росії.
Наразі провів у формі головної команди країни 19 матчів.
| Дата       | Місто       | Господарі      | Результат | Гості             | Турнір                       | Голи | Примітки |
| ---------- | ----------- | -------------- | --------- | ----------------- | ---------------------------- | ---- | -------- |
| 13-10-2014 | Маскат      | Оман           | 0 – 3     | Уругвай           | товариський матч             | -    |          |
| 17-11-2015 | Монтевідео  | Уругвай        | 3 – 0     | Чилі              | Відбір до ЧС 2018            | -    | 71'      |
| 27-5-2016  | Монтевідео  | Уругвай        | 3 – 1     | Тринідад і Тобаго | товариський матч             | -    |          |
| 9-6-2016   | Філадельфія | Уругвай        | 0 – 1     | Венесуела         | Копа Америка 2016 - 1-й етап | -    |          |
| 13-6-2016  | Санта-Клара | Уругвай        | 3 – 0     | Ямайка            | Копа Америка 2016 - 1-й етап | -    |          |
| 1-9-2016   | Мендоса     | Аргентина      | 1 – 0     | Уругвай           | Відбір до ЧС 2018            | -    |          |
| 6-9-2016   | Монтевідео  | Уругвай        | 4 – 0     | Парагвай          | Відбір до ЧС 2018            | -    |          |
| 6-10-2016  | Монтевідео  | Уругвай        | 3 – 0     | Венесуела         | Відбір до ЧС 2018            | -    | 89'      |
| 11-10-2016 | Барранкілья | Колумбія       | 2 – 2     | Уругвай           | Відбір до ЧС 2018            | -    | 44'      |
| 10-11-2016 | Монтевідео  | Уругвай        | 2 – 1     | Еквадор           | Відбір до ЧС 2018            | -    |          |
| 15-11-2016 | Сантьяго    | Чилі           | 3 – 1     | Уругвай           | Відбір до ЧС 2018            | -    |          |
| 23-3-2017  | Монтевідео  | Уругвай        | 1 – 4     | Бразилія          | Відбір до ЧС 2018            | -    |          |
| 31-8-2017  | Монтевідео  | Уругвай        | 0 – 0     | Аргентина         | Відбір до ЧС 2018            | -    |          |
| 10-10-2017 | Монтевідео  | Уругвай        | 4 – 2     | Болівія           | Відбір до ЧС 2018            | -    | 77'      |
| 10-11-2017 | Варшава     | Польща         | 0 – 0     | Уругвай           | товариський матч             | -    |          |
| 14-11-2017 | Відень      | Австрія        | 2 – 1     | Уругвай           | товариський матч             | -    |          |
| 26-3-2018  | Наньнін     | Уельс          | 0 – 1     | Уругвай           | товариський матч             | -    | 78'      |
| 7-9-2018   | Х'юстон     | Мексика        | 1 – 4     | Уругвай           | товариський матч             | -    | 83'      |
| 12-10-2018 | Сеул        | Південна Корея | 2 – 1     | Уругвай           | товариський матч             | -    | 46'      |
| Усього     |             | Матчів         | 19        |                   | Голів                        | 0    |          |

## Титули і досягнення
- Володар Південноамериканського кубка (1):

«Індепендьєнте»: 2017
- Володар Кубка банку Суруга (1):

«Індепендьєнте»: 2018
Збірні
- Бронзовий призер Панамериканських ігор: 2011